# Tommaso Agudio
Tommaso Agudio, o Tomaso Agudio (Malgrate, 27 aprile 1827 – Torino, 5 gennaio 1893), è stato un ingegnere, imprenditore e politico italiano, progettista e costruttore di ferrovie e di funicolari.

## Biografia
Laureatosi all'Università degli Studi di Pavia prima in Matematica e Fisica, poi in Architettura nel 1849, l'anno successivo si specializza a Parigi, all'École Centrale des Arts et Manufactures, in Meccanica e Metallurgia. Si impiega quindi come capo ufficio tecnico nell'impresa costruttrice della ferrovia Parigi-Mulhouse. Esercitò la sua geniale attività nello sviluppo di moderni sistemi di comunicazione tramite la fondazione della Agudio nel 1861.
In occasione delle elezioni politiche nel Regno di Sardegna del 1860 fu eletto alla Camera dei deputati, in rappresentanza del collegio Lecco-Introbio; alle elezioni politiche del 1861 entrò a far parte della Camera dei deputati del Regno d'Italia, terminando l'incarico nel 1865.
Sempre nel 1861 fonda la ditta Agudio dedicata alla costruzione di impianti a fune. Nel 1874 progetta il "piano inclinato" di Lanslebourg-Mont-Cenis e propone tale metodo di trazione per superare forti pendenze per il Massiccio del San Gottardo. Nel 1884 ottiene l'approvazione per applicare il sistema a Torino, per la funicolare Sassi-Superga: il 27 aprile 1884 inaugura infatti la linea che unisce il borgo torinese di Sassi al Colle di Superga.
Tra il 1879 e il 1888 è stato autore di numerose pubblicazioni relative alla sua invenzione.